# Посёлок совхоза имени Ленина

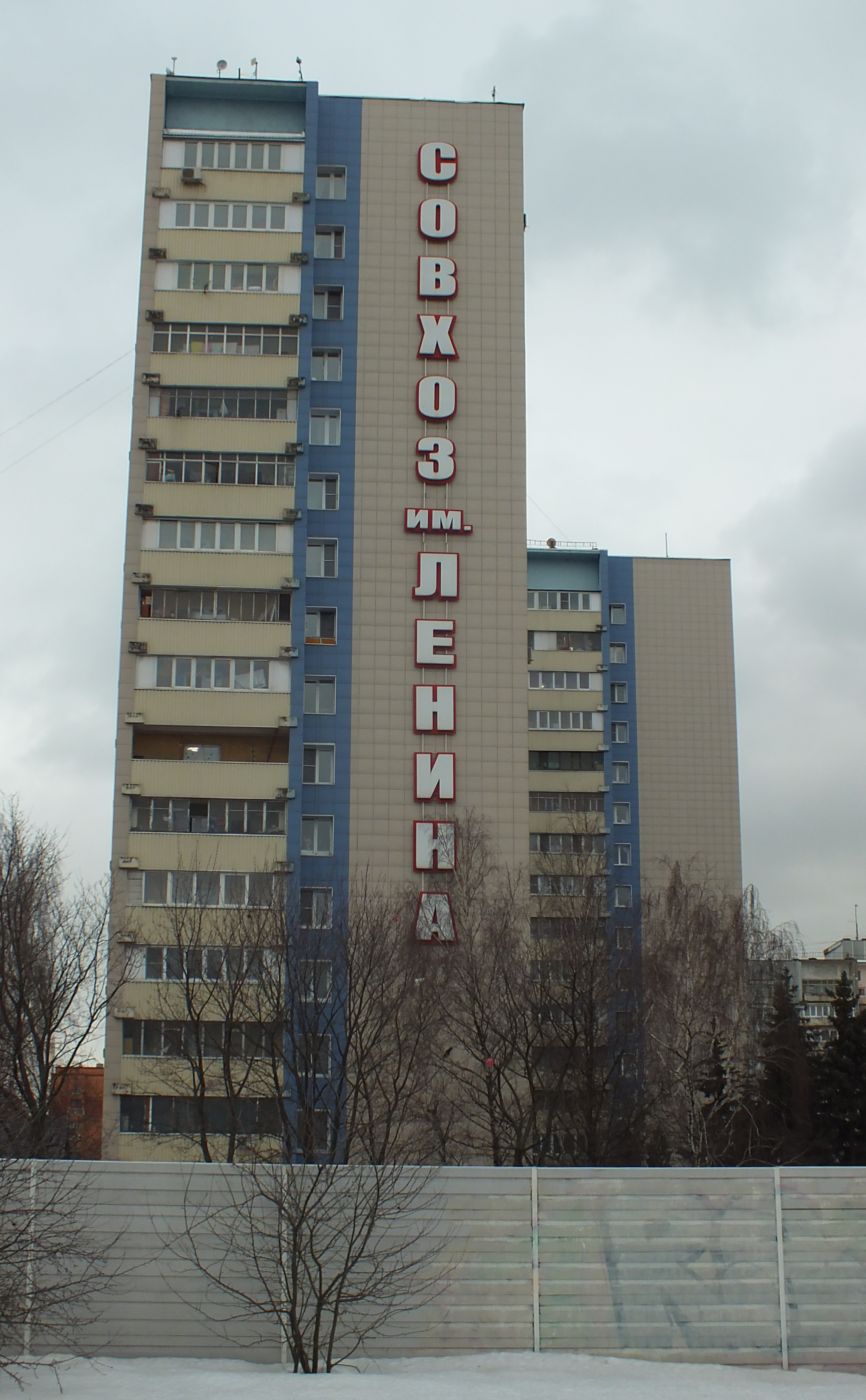
Указатель названия посёлка на панельном доме

Посёлок совхо́за и́мени Ле́нина — населённый пункт в Ленинском городском округе Московской области России.

## География
Расположен на Каширском шоссе вплотную к внешней стороне Московской кольцевой автодороги, имеет границы с городом Москва и с посёлком Развилка.

## История
Был образован в советское время при совхозе имени Ленина, который был назван в честь В. И. Ленина.
До 2006 года посёлок входил в Картинский сельский округ Ленинского района, а с 2006 до 2019 года в рамках организации местного самоуправления был административным центром муниципального образования — сельского поселения Совхоз им. Ленина Ленинского муниципального района.
С 2019 года входит в Ленинский городской округ.

## Население
| 2002 | 2006  | 2010  | 2021  |
| ---- | ----- | ----- | ----- |
| 3437 | ↘3035 | ↗3964 | ↗7234 |

## Инфраструктура

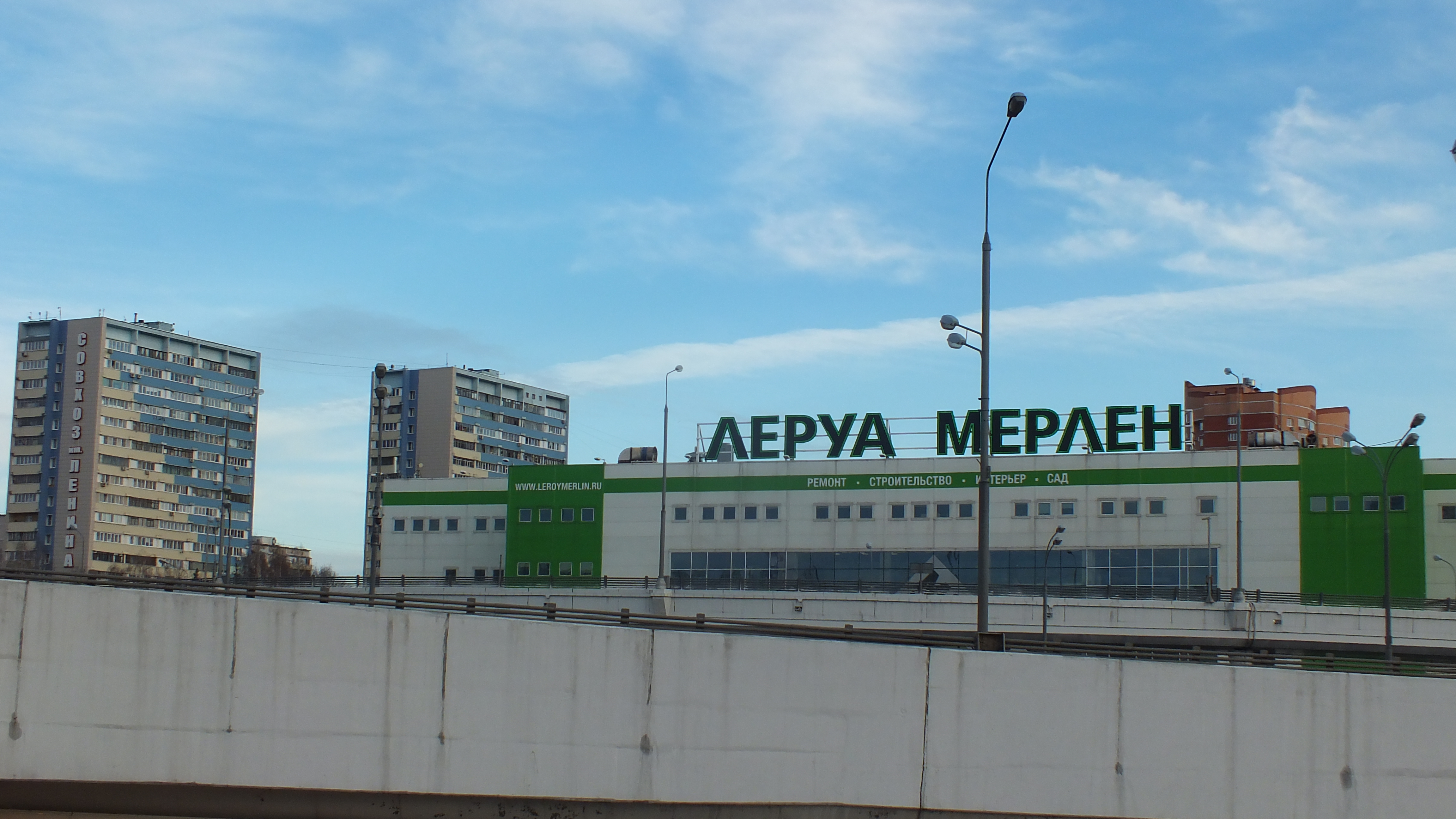
Строительный рынок «Leroy Merlin» на 24-й км МКАД, вид из Москвы

Основными производственными предприятиями являются ЗАО «Совхоз имени Ленина» и ЗАО «Газдевайс».
На территории посёлка расположены крупные торговые предприятия: Строительный гипермаркет «Leroy Merlin», ТК «Твой дом», ТК «Вегас», ТК «StarLight Cash & Carry».
Жилая инфраструктура благоустроена, из объектов социальной инфраструктуры имеются: две школы, одна из которых при двухсменной работе рассчитана на 1000 учащихся; три детских сада; ясли на 45 мест; амбулатория на 100 посещений в смену; Дом культуры, библиотека, плоскостной спортивный комплекс, три спортивные площадки, хоккейная площадка, три спортивных зала, предприятия торговли и обслуживания населения.
Посёлок застроен многоэтажными жилыми домами.

## Культура
На территории посёлка совхоза имени Ленина в Доме культуры располагается музей клоунов, в котором размещена многотысячная коллекция клоунов, собранная бывшим профессиональным клоуном заслуженным артистом Российской Федерации В. А. Конопляником.

## Общественный транспорт
От станции метро «Домодедовская» до посёлка возможно доехать на автобусах маршрутов 355, 356, 364, 367, 404, 439, 466, 510, 593 — первая остановка после МКАД на Каширском шоссе, или на автобусах № 37, № 471 и № 717 — остановка на МКАД, а также на маршрутных такси. Интервал между автобусами в рабочее время составляет 1-2 минуты.
До города Видное возможно доехать на автобусах № 364 и № 471, до города Домодедово — на автобусе № 466.